# El Acebuche
El Acebuche es una localidad del estado mexicano de Guanajuato. Es parte del municipio de Tarimoro.

## Demografía
| Gráfica de evolución demográfica |
|                                  |

| Censo | Población |
| ----- | --------- |
| 1900  | 1 021     |
| 1910  | 477       |
| 1921  | 733       |
| 1930  | —         |
| 1940  | 1 306     |
| 1950  | 1 664     |
| 1960  | 1 584     |
| 1970  | 1 621     |
| 1980  | 1 577     |
| 1990  | 2 042     |
| 2000  | 1 732     |
| 2010  | 1 542     |
| 2020  | 1 494     |